# Kamienica przy ul. Zwierzynieckiej 20 w Poznaniu
Kamienica przy ul. Zwierzynieckiej 20 w Poznaniu – kamienica mieszczańska zlokalizowana przy ulicy Zwierzynieckiej w Poznaniu (Jeżyce).
Trzykondygnacyjny budynek powstał w 1903, kiedy to na Jeżycach, w miejsce dawnych szachulcowych domów, zaczęły powstawać luksusowe rezydencje, na co wpłynęła likwidacja obwarowań miejskich i rozszerzenie zabudowy w kierunku zachodnim. Kamienicę zaprojektował Oskar Hoffmann dla Oskara Bahlaua, który był radcą miejskim i bardzo zamożnym kupcem. 
Elewacja obiektu jest asymetryczna, co podkreśla zwłaszcza boczny portal, a także nietypowe zgrupowanie dwóch szczytów w jednym ryzalicie. Otwory okienne są zróżnicowane, zarówno pod względem wielkości, jak i formy. To samo dotyczy balkonów i loggii. Cokół silnie akcentuje boniowanie. Kamienicę dekoruje ornament roślinny w stylu secesyjnym (głównie w górnej strefie). Rodzaj tynku jest także różny pod względem koloru i faktury. 
Każde piętro zawierało tylko jedno wykończone w wysokim standardzie mieszkanie o siedmiu pokojach. Poddasze było mieszkalne, a suterena wysoka. Z tyłu znajdowała się dodatkowa klatka schodowa przeznaczona dla służby i dostaw. Pomieszczenia zgrupowane są wokół reprezentacyjnego holu.
Oskar Hoffmann umieścił swoją sygnaturę (gmerk) na fasadzie. Po 1945 obiekt został przejęty przez Polska Akademię Nauk.
W pobliżu znajdują się: Stare ZOO, Mieszkanie-Pracownia Kazimiery Iłłakowiczówny, Wieżowiec Zjednoczenia Przemysłu Ceramiki Budowlanej, dawna drukarnia Concordia, dawna resursa kupiecka i jeżycki zespół rezydencjonalny.